# Mimoň V

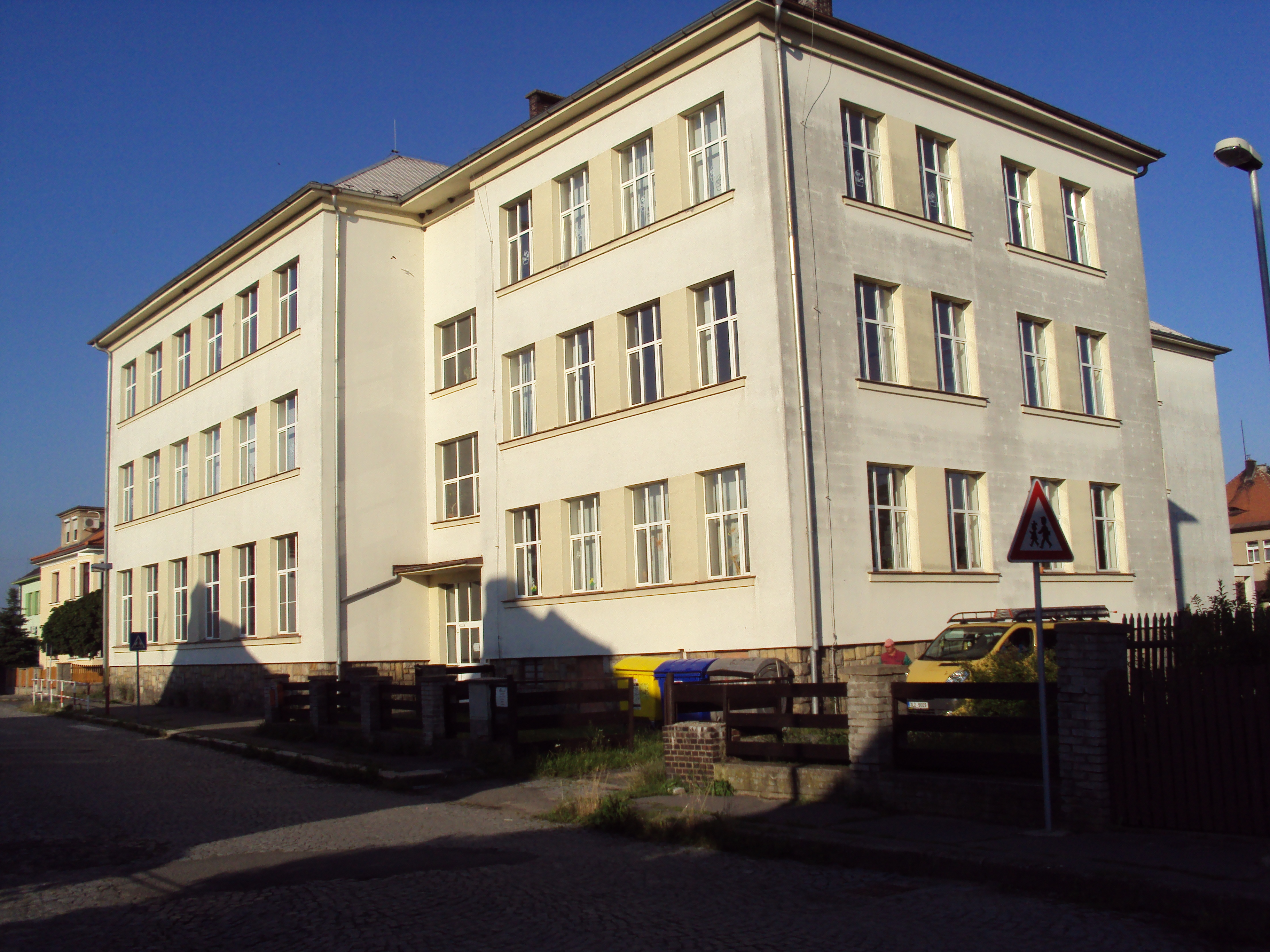
Comenius-Grundschule

Mimoň V (deutsch Niemes – V. Stadtteil) ist ein Ortsteil der Stadt Mimoň in Tschechien. Er liegt westlich des Stadtzentrums von Mimoň und gehört zum Okres Česká Lípa.

## Geographie
Mimoň V befindet sich rechtsseitig der Ploučnice in der Ralská pahorkatina (Rollberg-Hügelland). Er erstreckt sich westlich des Friedhofs. Durch den Ortsteil verläuft die Řetenice–Liberec, von der am Bahnhof Mimoň die Anschlussbahn Mimoň St 1.–Mimoň staré n. abzweigt. Nördlich erheben sich der Kalvarienberg und der Strážný (Wachberg, 362 m), nordöstlich der Ralsko (Rollberg, 696 m), im Südwesten der Liščí vrch (Fuchsberg, 321 m) sowie nordwestlich  der Ptačí vršek (Vogelberg, 337 m). Gegen Südwesten erstreckt sich das Waldgebiet Borečký les (Heiderevier).
Nachbarorte sind Mimoň IV im Norden, Mimoň III im Osten, Mimoň II im Südosten, Boreček im Süden, Provodín, Srní und Veselí im Südwesten, Brenná und Božíkov im Westen sowie Bohatice im Nordwesten.

## Geschichte
Mit dem Bau der Nordböhmischen Transversalbahn erhielt die Stadt Niemes zum Ende des 19. Jahrhunderts am westlichen Stadtrand einen neuen Bahnhof. Zu Beginn des 20. Jahrhunderts wurde das Terrain zwischen der Altstadt und dem Bahnhof bebaut, es entstand der V. Stadtteil.
1991 hatte Mimoň V 709 Einwohner. Im Jahre 2001 bestand Mimoň V aus 165 Wohnhäusern, in denen 696 Menschen lebten. Insgesamt besteht der Ortsteil aus 175 Häusern.
In Mimoň V befinden sich der Bahnhof Mimoň und die Comenius-Grundschule.

## Ortsgliederung
Der Ortsteil Mimoň V ist Teil des Katastralbezirks Mimoň. Er umfasst die Grundsiedlungseinheit Slovany und den größten Teil von U nádraží.
Im Stadtteil liegen die Straßen Březinova, Jiráskova, Komenského, Nádražní, Nový domov, Podhájek, Růžová, Slovany, Vrchlického und Zahradní.